# Lola Mora
Dolores Candelaria Mora –Lola Mora– (17 de novembre de 1866, Tucumán - 7 de juny de 1936, Buenos Aires) fou una destacada escultora de l'Argentina.
El 1887 comença a estudiar dibuix i pintura a Tucumán, amb Santiago Falcucci. En la dècada dels anys noranta exposa obra seva, miniatures i pintures. Després d'obtenir una beca per estudiar a Buenos Aires, el 1895, es va traslladar a Roma el 1897, on fou deixebla de Paolo Michetti i després de l'escultor Giulio Monteverde. L'any 1899 obté una medalla d'or en l'Exposició Universal de París, per un autoretrat.
En tornar a Buenos Aires, va fer la seva obra més coneguda, la Fuente de las Nereidas, anomenada popularment Fuente de Lola Mora. Feta en marbre blanc de Carrara sobre un tema mitològic, està ubicada a la capital de l'Argentina i es va inaugurar el 21 de maig de 1903. És la primera obra pública realitzada per una dona al país, essent també una dels més importants.